# Совокупный общественный продукт
Совокупный общественный продукт (СОП, англ. gross social product, GSP) — экономическое понятие, описывающее всю массу материальных благ, продукции, созданных хозяйствующими субъектами государства и обществом за календарный срок, обычно за год. 
СОП является основным источником накопления национального богатства, носителем производственных отношений и создаётся трудом только в материальной сфере. Понятие совокупного общественного продукта учитывает производство реальных материальных ценностей и продукции не только в денежном, но и в натурально-вещественном выражении, в противоположность понятию валового внутреннего продукта, учитывающего производство через стоимостные и денежные факторы.

## Структура
По натурально-вещественной форме СОП состоит из произведённых средств производства и предметов потребления, в денежном выражении — из стоимости материальных затрат в общественном производстве, которые необходимо возместить (фонд возмещения, ФВ), и вновь созданной стоимости, которую общество направляет  на потребление населения и нужды общественного воспроизводства (национальный доход).
Таким образом, в СОП включаются затраты прошлого труда (ФВ) и живого труда, который состоит из  НП  (необходимый продукт или вновь созданная стоимость необходимым трудом) и ПП (прибавочный продукт или вновь созданная стоимость прибавочным трудом работников). 
Считается, что работники госуправления, науки, культуры, социальной сферы (просвещение, здравоохранение, культура), частично сферы услуг не создают материальных благ, однако их труд является общественно полезным и способствует увеличению СОП.
Основными факторами роста СОП являются: 
- рост численности занятых в материальной сфере (экстенсивный фактор);
- рост производительности труда, экономия и бережливость (интенсивные факторы);
- развитие инфраструктуры, нематериальной сферы и др.

СОП имеет как стоимостную, так и натурально-вещественную формы. Последняя определяет деление общественного производства на две сферы: I  (также группа «А» — производство средств производства) и II (группа «Б» — производство потребительских благ и товаров народного потребления). 
Основные части СОП  определяются по  экономическому назначению. 
1) Фонд возмещения, служит для возобновления изношенных средств производства (средств и предметов труда).
2) Фонд жизненных средств работников материального производства, или необходимый продукт для удовлетворения потребностей, восстановления и развития способностей этих работников.
3) Прибавочный продукт, направляется на:
- расширение производства и непроизводственной сферы (накопление);
- содержание непроизводственной сферы и нетрудоспособных членов общества;
- возмещение чистых издержек (армия, правоохранительные органы, реклама и т. п.);
- образование нетрудовых доходов от частной собственности (процент на капитал, земельная рента и др.).

## Исчисление и соотношение с другими показателями
СОП используется для анализа результатов, структуры и межотраслевых связей общественного производства. Однако, как и ВВП, он содержит в себе повторный учёт при исчислении стоимости продукции. Например, если в цену конечного продукта машиностроения включены затраты предыдущих звеньев — рудника, металлургического и металлообрабатывающего заводов, то  на каждой ступени в каждый следующий продукт переносится стоимость продукта предыдущей ступени.  Таким образом, приняв, что на каждой ступени цена продукта вырастает на 50 единиц (рудник поставляет руду за 50, металлургический завод  выплавляет заготовки за 100, металлообрабатывающий завод выпускает детали для машиностроительного за 150, а тот —  станок за 200.  СОП всех участников составит 50 + 100 + 150 + 200 = 500 денежных единиц, в которых руда учтена четырежды, металл — трижды, металлоизделия —  дважды. Однако, если бы они работали внутри одной производственной цепочки, то СОП такого интегрированного предприятия составил бы всего 200 единиц. 
Чтобы определить реальный результат производства, используется показатель конечного общественного продукта (КОП), который отличается от СОП на величину промежуточного продукта, то есть предметов труда, затраченных в процессе производства в данном периоде, и представляет собой сумму вновь созданной в производстве стоимости и амортизации основных производственных фондов.

## Соотношение показателей ВВП и СОП
Показатель СОП использовался в западных странах до середины 1950-х годов, а в Советском Союзе — до 1990-х, после чего постсоветские страны тоже начали оценивать показатели экономического развития только по ВВП. Однако с нарастанием кризисных явлений в мировой экономике  в начале 2008 г. при ООН была создана международная Комиссия под председательством нобелевского лауреата Дж. Стиглица (Commission on the Measurement of Economic Performance and Social Progress), которая должна была критически оценить  принятую систему показателей экономического развития и социального прогресса (СНС) и Международной стандартной классификации всех видов экономической деятельности (МСОК), задающей  методологию расчёта ВВП. 
Проблемная группа «Воспроизводство и национальный экономический рост» кафедры политической экономии экономического факультета МГУ имени М.В. Ломоносова, критически оценив выводы комиссии Стиглица, постаралась выявить способы измерения действительного экономического роста национального богатства в органической связи с устойчивым ростом благосостояния членов общества, найти методы устранения вопиющих разрывов в уровне и качестве жизни различных социальных групп и понять, как устранить фиктивный финансовый нарост над реальным национальным продуктом и национальным богатством.
В мировой экономике опережающими темпами растёт «фиктивный капитал» (ценные бумаги в виде акций, облигаций, векселей, деривативов и других долговых обязательств), всё более отрывающийся от действительного капитала, в сфере производства и обращения, да и от ВВП.  Если в 1980 г. общемировая стоимость первого составляла 12 трлн долл. и соответствовала 119% мирового ВВП (10 трлн долл.), то в 2007 г. она увеличилась до 195 трлн долларов и в более чем в 3,5 раза превысила мировой ВВП. В России за 2007 г. прирост ВВП составил 8,1%, при этом рост обрабатывающей промышленности составил только 7,9%, сельского хозяйства, охоты и лесного хозяйства —  на 2,5%, зато финансовые операции выросли на 12,5%, операции с недвижимостью  на 19,5%. Общая доля услуг в приросте ВВП составила почти 45%. 